# Midnight Sun
「Midnight Sun」（午夜陽光）是韓國的男子組合BEAST的第5張迷你專輯，於2012年7月22日發行，主打歌為「美麗的夜晚」，唱片公司為Cube Entertainment。新曲「Midnight（數星星的夜）」為此專輯的先行曲目，並於2012年7月15日數位發行。此曲往後成為BEAST第三張日語單曲「Midnight -數星星的夜-」的韓語版本。日本版本於9月26日發行，共有兩版，一版追加收錄BEAST在韓國發行的數位單曲「我知道了（이럴 줄 알았어）」，另一版則是加贈DVD，內容為專輯歌曲的音樂錄影帶。

## 收錄內容

### CD
1. Midnight（數星星的夜）（별 헤는 밤）
2. 美麗的夜晚（아름다운 밤이야）
「Midnight Sun」主打曲目
3. 不是我（내가 아니야）
4. 如果想念妳（니가 보고 싶어지면）
5. 妳休假的日子（니가 쉬는 날）
6. Dream Girl
7. 我知道了（이럴 줄 알았어）
日本版本追加收錄

## 成就
- 主打曲目「美麗的夜晚」於多個音樂節目取得1位，一共獲得5個獎盃，其中於M! Countdown取得三連冠的成績。
  - M! Countdown：2012年8月2日、9日、16日（Triple Crown）
  - Music Bank：2012年8月10日
  - Show Champion：2012年8月21日

## 獎項
- 2012年：美國Billboard K-POP 2012年度最佳歌曲 TOP20：第10位（Beautiful Night）
- 2013年：第27屆韓國金唱片獎 - 唱片本賞(Midnight Sun)

## 榜單

### 專輯榜
| 榜單              | 最高名次 |
| ----------------- | -------- |
| Gaon 專輯周榜     | 1        |
| Gaon 國內專輯周榜 | 1        |
| Gaon 專輯月榜     | 2        |
| Gaon 國內專輯月榜 | 2        |

### 單曲榜
| "Midnight"   | 2 | 6 |
| "美麗的夜晚" | 3 | 4 |
| "我知道了"   | 1 | 3 |

### 其他歌曲榜單
| "不是我"       | 34 | 42 |
| "如果想念你"   | 32 | 22 |
| "你休息的日子" | 67 | 62 |
| "Dream Girl"   | 65 | 52 |

## 發行概況
| 國家   | 日期          | 形式                | 發行公司                  |
| ------ | ------------- | ------------------- | ------------------------- |
| 韓國   | 2012年7月22日 | 數位音樂下載, CD    | Cube Entertainment        |
| 韓國   | 2012年8月8日  | CD (限定版)         | Cube Entertainment        |
| 臺灣   | 2012年8月17日 | CD                  | 環球音樂                  |
| 菲律賓 | November 2012 | CD                  | MCA Music                 |
| 日本   | 2012年9月26日 | CD (普通版與限定版) | Far Eastern Tribe Records |